# Жирарде, Шарль
Шарль Жирарде (позднее известен как Карл; 3 мая 1813 года, Ле-Локль, кантон Невшатель, Швейцария — 24 апреля 1871 года, Версаль) — швейцарский живописец бытового и пейзажного жанров, рисовальщик, иллюстратор и гравёр.

## Биография
Шарль Жирарде родился в 1813 году. Он был старшим сыном гравёра и литографа Шарля-Самуэля Жирарде и Фанни Шарлотты Фавр. Известными художниками были его дядя Абрахам, братья Эдуард (1819—1880) и Поль (1821—1893), а также сестра Полина Жирарде (1816—?). С рисованием и гравюрой Шарля познакомил отец, и вначале сын взял себе имя «Карл», чтобы его отличали от отца Шарля.
Приехав в Париж в 1822 году, он учился у Луи Эрсана, затем был принят в Школу изящных искусств в мастерскую живописца академического направления Леона Конье, который стал его верным другом. Во время поездки в Швейцарию в 1833—1835 годах Жирарде познакомился с художником Максимилианом де Мероном, благодаря его влиянию он получил заказ на две панорамы Лозанны. В 1836 году Шарль (Карл) Жирарде представил свои первые произведения в Парижский салон.
Его работы понравились королевской семье, и Шарль Жирарде стал протеже короля Луи-Филиппа, который поручил ему многочисленные заказы и в 1837 году привлёк его к художественному оформлению нового Музея истории Франции в Версале. Жирарде помогал Леону Конье в написании двух батальных сцен для залов музея. Затем он стал официальным придворным художником.
В 1838 году он уехал в Дюссельдорф, в 1839 году пересёк Тироль и Хорватию и, наконец, в 1840 году достиг Италии. В 1842 году он вместе с Альбертом де Мероном совершил путешествие в Египет, затем сопровождал герцога Монпансье в Испанию. Он изображал природу и людей этих стран, наполняя зарисовками свой путевой альбом.
После февральской революции 1848 года Шарль вместе с братом Эдуардом покинул Францию и поселился в Бринце, в кантоне Берн. Там он писал пейзажи, некоторые из которых хранятся в музеях Лилля и Невшателя, и сочинял картины по зарисовкам путешествий по Востоку. Он создавал гравюры, которые публиковались в журналах «Magasin Pittoresque» и «Le Tour du Monde».
В 1850 году Шарль Жирарде вернулся во Францию и возобновил карьеру художника-иллюстратора. Он регулярно выставлял свои работы в Парижском салоне до 1870 года. В 1857 году он переехал в мастерскую на Монмартре, где прожил до самой смерти. Во время войны 1870 года Шарль делал зарисовки осаждённого Парижа и заметил, что у него ухудшается зрение. Он много лет жил с художницей Августиной Анжелиной Каас, семья которой унаследовала имущество Шарля на сумму 100 000 франков. Терзаемый страхом полной слепоты, он умер в одиночестве в своей мастерской на улице Бреда, 26.

## Галерея

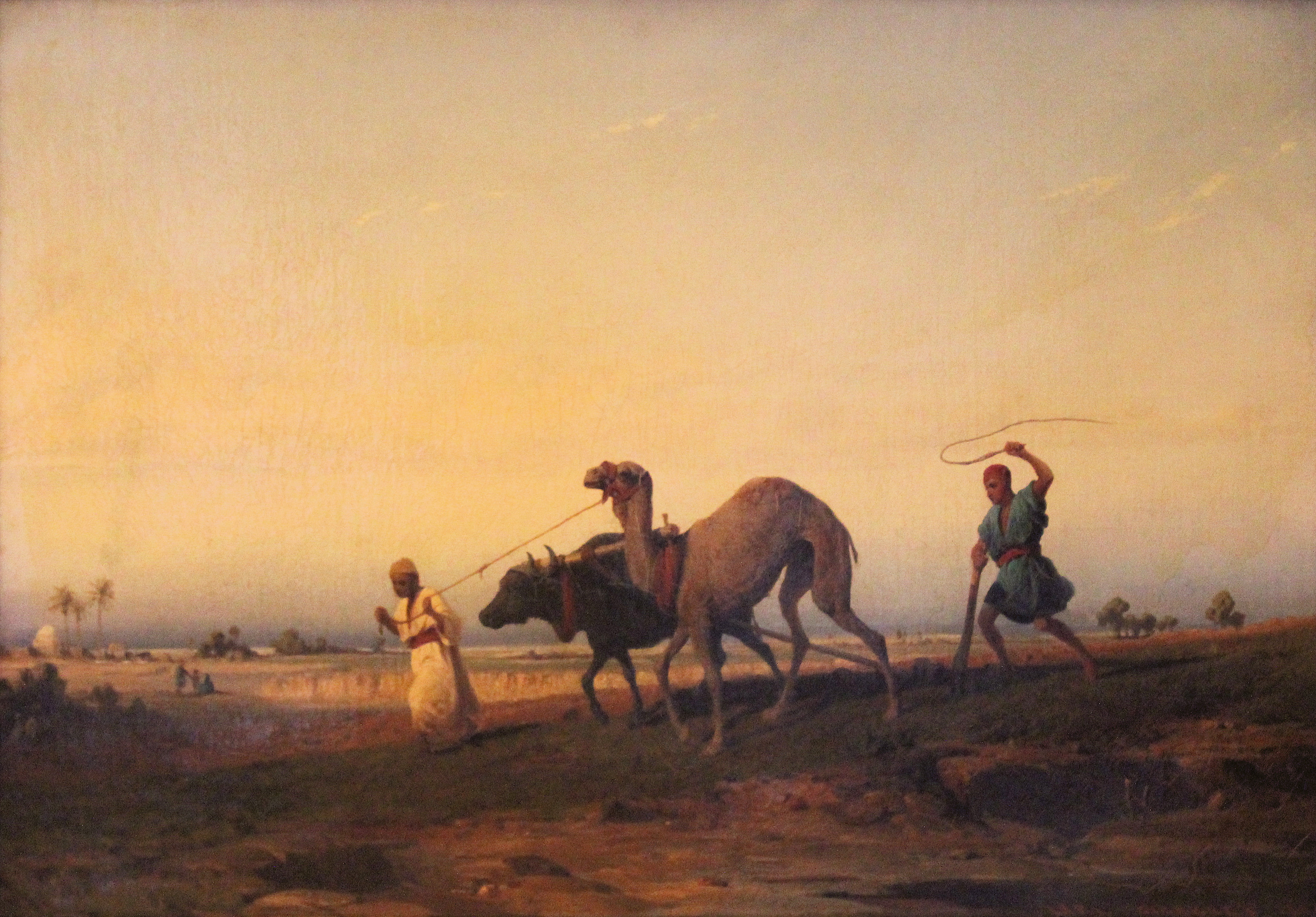
Труды в Сирии. Музей Конде, Шантийи
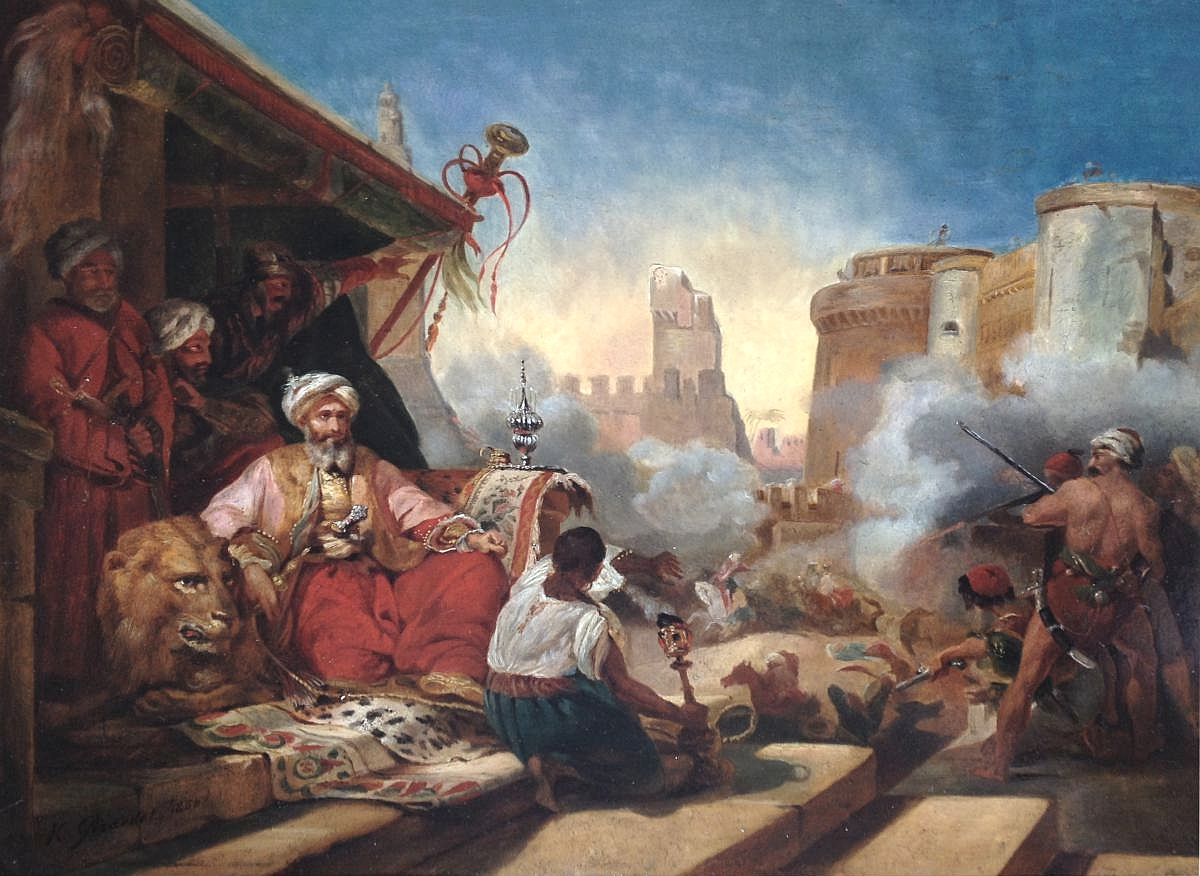
Резня мамлюков в Каире в 1811 году. Копия картины Ораса Верне 1850. Музей Пикардии, Амьен
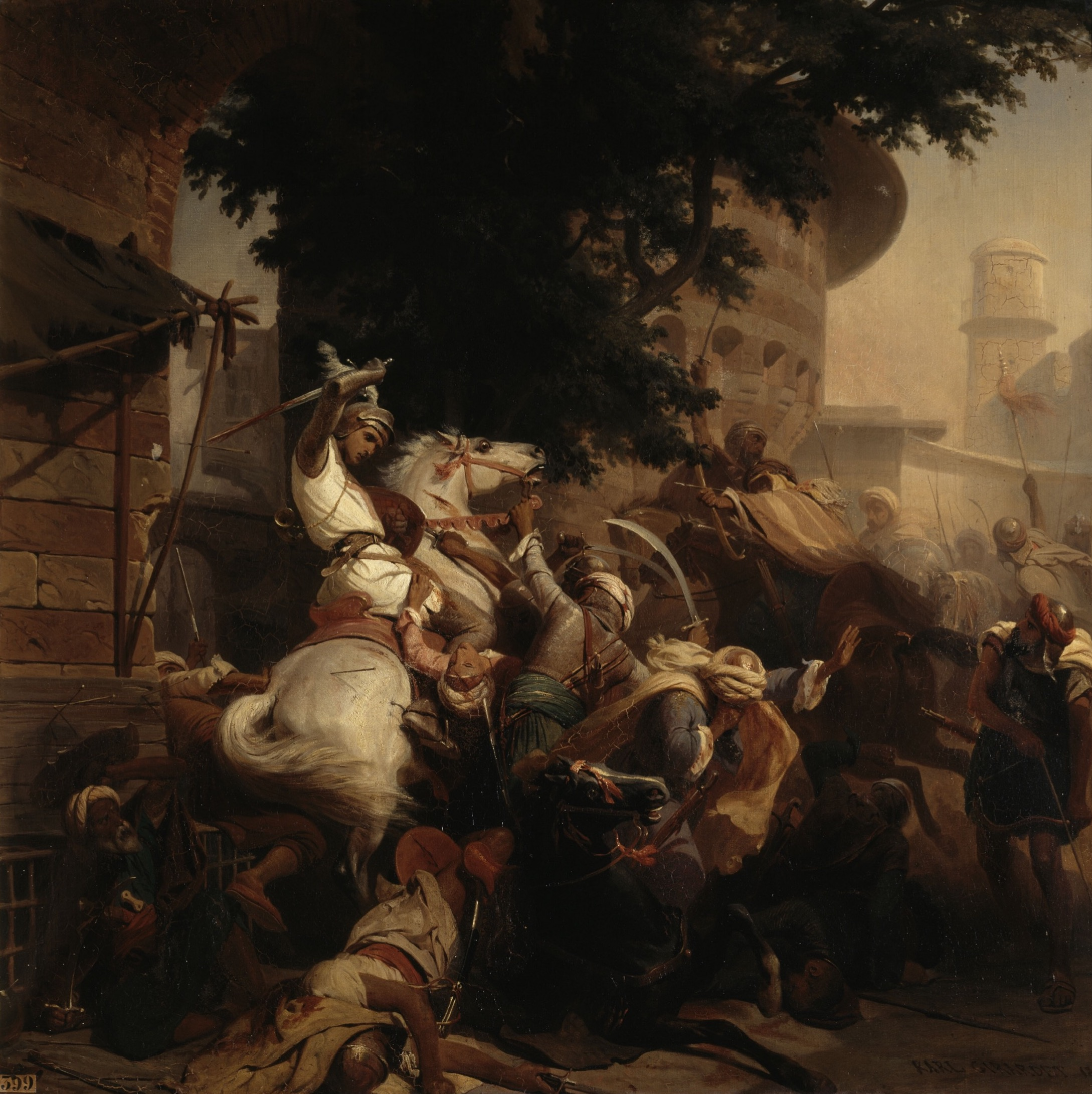
Гоше де Шатийон в одиночку защищает вход на улицу в пригороде Минье. Версаль
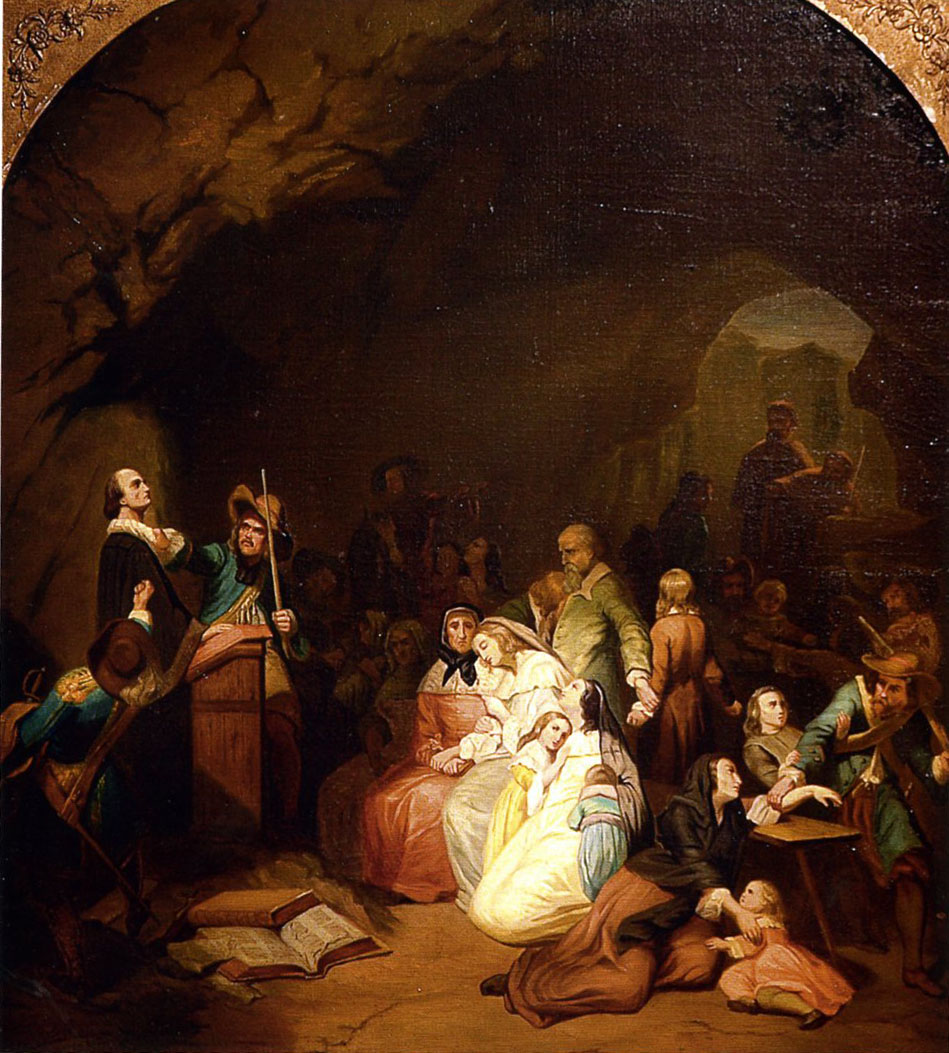
Собрание протестантов, застигнутое врасплох католическими войсками, 1842
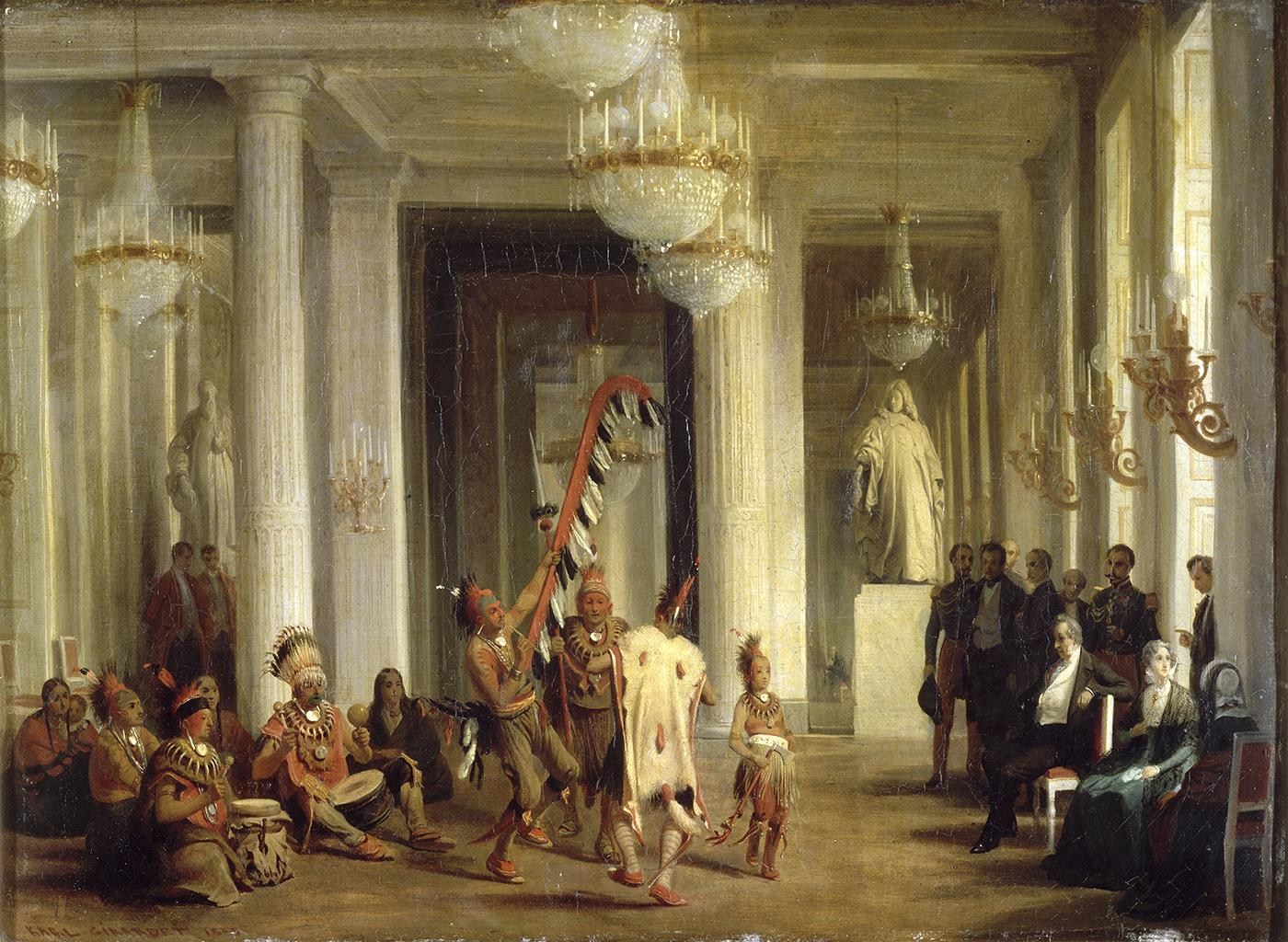
Король Луи-Филипп присутствует на танце индейцев штата Айова в салоне Тюильри 21 апреля 1845 года.
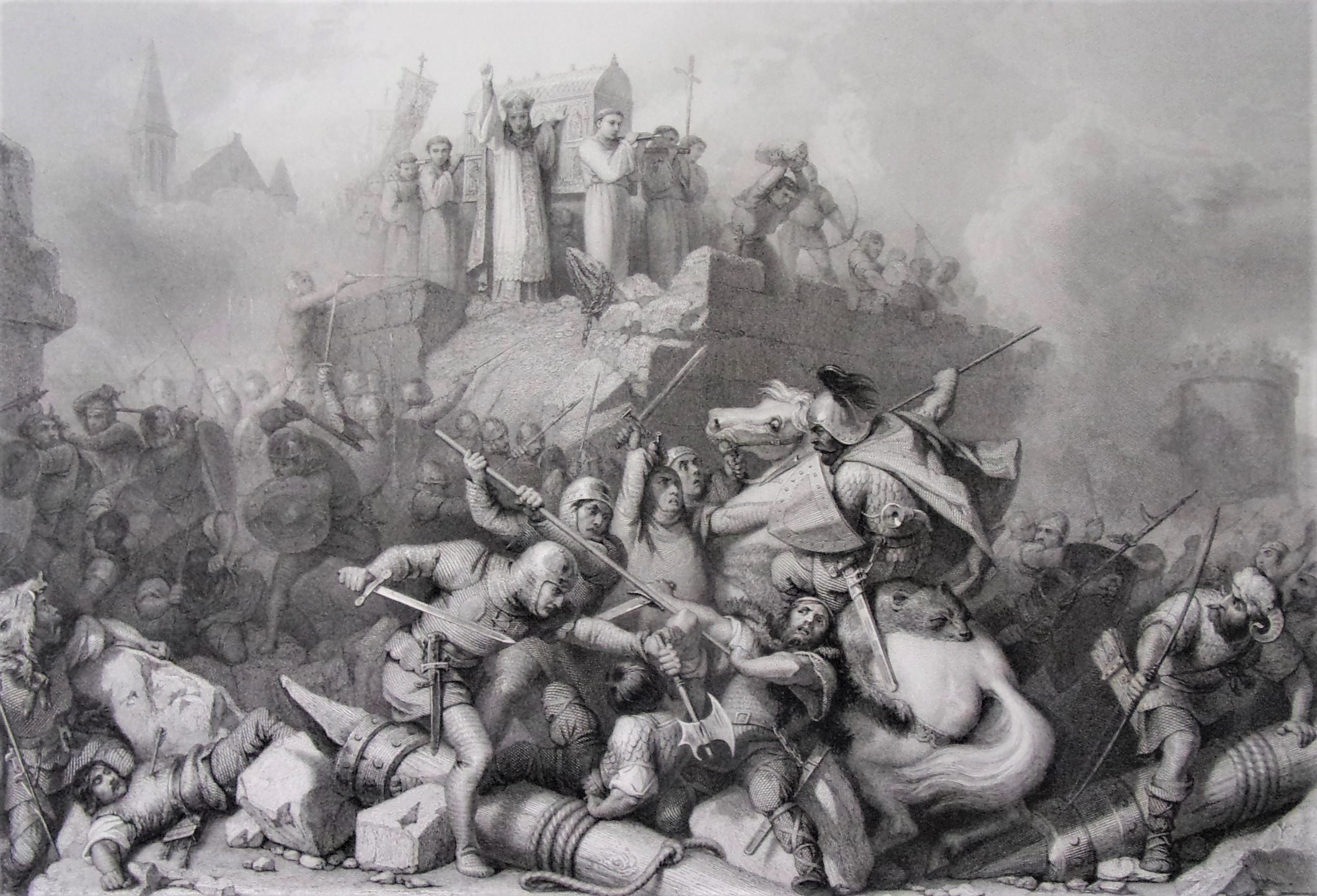
Поражение норманнов под стенами Туса в 853 году
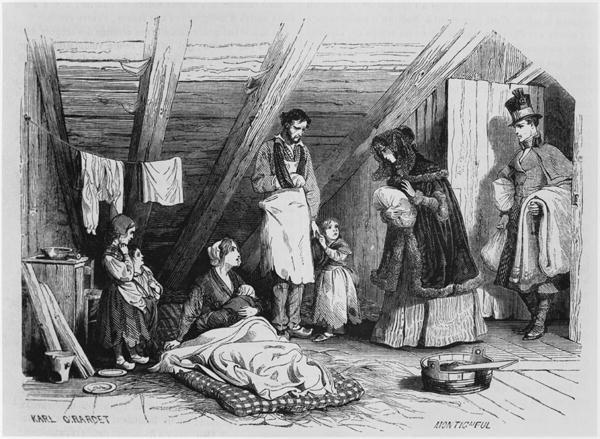
Посещение бедных. Иллюстрация из «Le Magasin Pittoresque». Париж, 1844